# حليمة مظفر
حليمة عبد القادر مظفر (21 أكتوبر 1977) شاعرة وكاتبة صحافية وناقدة مسرحية من مواليد مدينة جدة، كان لها عامود يومي بعنوان (كلاكيتيات) في جريدة الوطن السعودية استمر 7 أعوام، وانتقل إلى صحيفة المدينة في مطلع 2019.

## النشأة والتعليم
حصلت حليمة على شهادة البكالوريوس في الآداب والتربية، تخصص لغة عربية من كلية التربية للبنات بمدينة جدة عام 1999، ثم حصلت على درجة الماجستير في الأدب والنقد العربي من جامعة الملك عبد العزيز بجدة عام 2007، ورسالتها عن مفهوم الدراما وتطبيق نظرية الدراما في المسرح السعودي واعتبرت رسالتها الأولى في موضوعها على مستوى الجامعات السعودية.

## الحياة العملية
بدأت حياتها العملية كمعلمة لغة عربية في إحدى المدارس الخاصة بمدينة جدة لمدة عام واحد، ثم عملت كمحاضرة بقسم اللغة العربية بين عامي 2001 ـ 2008 بالكلية الجامعية  للبنات بالقنفذة التابعة لجامعة أم القرى بمنطقة مكة المكرمة، وبعدها تولت منصب مسؤولة تحرير مكتب جدة الإقليمي لمجلة سيدتي بين عامي 2008 ـ 2009، كما عملت محررة صحافية بالشؤون الثقافية بصحيفة الشرق الأوسط الدولية العربية ومن ثم مسؤولة المكتب النسائي بجدة الذي ساهمت في تأسيسه، بين عامي 2003 وحتى 2007، والتحقت بصحيفة المدينة كصحافية متعاونة بين عامي 1999ـ 2003.

### أعمال تلفزيونية
أعدت وقدمت 3 برامج تلفزيونية، أحدها ثقافي فكري بعنوان (60 دقيقة ثقافة وفن) عرض في القناة الأولى بالتلفزيون السعودي في بداية عام 2008 واستمر عاما كاملا. والآخر برنامج اجتماعي بعنوان (خارج الإطار) عُرض في قناة اقرأ في رمضان عام 2007، والذي حصد وقتها أعلى نسبة مشاهدة عربية ضمن برامج القناة، والأخير برنامج حواري  بعنوان«صريح جدا» على القناة الثقافية السعودية بدأ في نهاية 2010 واستمر حتى نهاية 2011. كما أشرفت على تنفيذ وإعداد برنامج ثقافي شبابي عُرض على القناة الثقافية السعودية بعنوان «4 على الخط» في عام 2010.

### أنشطة ثقافية
أسست ونظمت في جريدة المدينة المنتدى النسائي الثقافي لمناقشة القضايا الاجتماعية الخاصة بالمرأة السعودية عام 2003م، كما كانت نائبة لمسؤولة اللجنة الثقافية النسائية بالنادي الأدبي الثقافي بجدة ما بين 2006 - 2011، وشاركت في اللقاء التحضيري للقاء التاسع للحوار الوطني الفكري الذي كان عنوانه " الإعلام، الواقع وسبل التطوير"، كما شاركت في الحوار الوطني السابع بالأحساء حول قضية "الخطاب الثقافي وآفاقه المستقبلية في عام 2010، وكانت عضوة في لجنة تحكيم الأفلام الخليجية ضمن مهرجان جدة الرابع للأفلام السينمائية 2009، واختارتها وزارة الثقافة والإعلام آنذاك لتكون ضمن وفد نسائي من السعوديات البارزات من مختلف مناطق المملكة؛ لزيارة الملك عبد الله بن عبد العزيز آل سعود بعد توليه الحكم السعودي عام 2005، لمبايعته وطرح الآراء حول قضايا المرأة، وهي حاضرة بمقالات صحافية ومشاركات ثقافية وأدبية واجتماعية في الصحف والمجلات السعودية وإصدارات الأندية الأدبية الثقافية في السعودية.

## التكريمات
• درع تكريم من الندوة العالمية للشباب الإسلامي لإسهاماتها الصحافية في خدمة مهرجان (الأقصى في قلوبنا) عام 1422هـ.
• درع تكريم من اثنينية الشيخ محمد بن صالح النعيم بالمنطقة الشرقية بمدينة الأحساء، تقديرا لتجربتها الإبداعية عام عام 1426هـ.

## الإصدارات
1- كتاب (عندما يبكي القمر) نصوص وجدانية - 2003.
2- ديوان شعري (هذيان) - 2005.
3- كتاب (المسرح السعودي بين البناء والتوجس) عن نادي الطائف الأدبي ودار شرقيات بالقاهرة - 2009.
3- كتاب (حبة عنب) نصوص شعرية عن دار طوى للنشر- 2011.
4- قسم (المسرح) في كتاب (أنطولوجيا الأدب السعودي) من إصدارات وزارة الثقافة والإعلام- 2011.
5- كتاب (ما وراء الوجوه) الجزء الأول عن دار مدارك - 2013.

## وصلات خارجية
1. (حليمة مظفر) الصفحة الرسمية على موقع تويتر
2. (حليمة مظفر) الصفحة الرسمية على موقع فيس بوك  على فيسبوك.
3. (حليمة مظفر) برامج ولقاءات على موقع يوتيوب
4. مقالات حليمة مظفر - الوطن اون لاين
5. حليمة مظفر - العربية نت